# أوليفر وايت
أوليفر وايت (11 مارس 1880 في المملكة المتحدة - 12 يناير 1956 في المملكة المتحدة) (بالإنجليزية: Oliver White)‏ هو لاعب كريكت بريطاني وبريطاني (وحمل سابقاً جنسية المملكة المتحدة لبريطانيا العظمى وأيرلندا). لعب مع نادي مقاطعة نورثامبتونشير للكريكت ‏ وBuckinghamshire County Cricket Club ‏.

## وصلات خارجية
- أوليفر وايت على موقع إي آس بي آن كريك إنفو (الإنجليزية)